# Вища національна школа передових технологій
Вища національна школа передових технологій (фр. École nationale supérieure de techniques avancées або ENSTA) — престижна французька інженерна школа. Заснована в 1741 році, це найстаріша «grande école» у Франції. Розташована у Палезо на півдні Парижа, на території кампусу Парі-Сакле, і є одним із творчих факультетів Паризького політехнічного інституту. Щороку школа випускає близько 180 інженерів.
ENSTA надає своїм студентам загальну інженерну підготовку.

## Відомий учитель
- Жерар Муру, французький фізик